# 배영호 (법조인)
배영호(裵泳鎬, 1915년 ~ 1983년)는 대한민국 제21대 법무부 장관을 지낸 법조인이다. 본관은 성주이며, 대구광역시 출신이다.

## 학력
- 교토제국대학 대학원 수료

## 경력
- 1958년 3월 11일 ~ 1959년 1월 26일: 제5대 대구고등검찰청 검사장
- 1959년 1월 27일 ~ 1961년 7월 5일: 법원행정처장
- 1963년 12월 28일 ~ 1970년 12월 19일: 국회사무총장
- 1970년 12월 21일 ~ 1971년 6월 3일:  제21대 법무부 장관
- 변호사 개업(서울)
- 대한변호사협회 회장